# Storia della segnaletica stradale in Italia fino al 1959
Le prime forme di segnaletica stradale in senso moderno iniziarono a comparire in Italia verso la fine del 1800 con l'avvento del ciclismo e dell'automobilismo. Il Touring Club Ciclistico Italiano, poi diventato Touring Club Italiano iniziò ad installare lungo le strade dei cartelli, dotati di simboli convenzionali e iscrizioni, allo scopo di avvisare e fornire indicazioni ai conducenti in transito.
Si trattava di un'opera a carattere filantropico, svolta da un'associazione dedita alla promozione del turismo e dell'automobilismo, dato che all'epoca si era ancora agli albori dell'automobilismo e la gestione della segnaletica non rientrava tra le normali attività di manutenzione degli enti stradali; d'altro canto, se si escludono alcune disposizioni sulla segnalazione dei ponti, dei sensi di marcia e di alcuni segnali di pericolo, fino al 1936 non esistette in Italia alcuna normativa a valenza nazionale che disciplinasse l'apposizione dei cartelli stradali.
Di seguito si espone l'evoluzione della segnaletica stradale in Italia nel periodo precedente all'entrata in vigore del testo unico delle norme sulla circolazione stradale e del relativo regolamento, emanati nel giugno del 1959.

## I pali indicatori del Touring Club Ciclistico Italiano
Le prime forme di segnaletica stradale in Italia risalgono all'antica Roma. Oltre lo sviluppo della rete romana seguì anche lo sviluppo delle prime forme di segnaletica, costituita essenzialmente da cippi e pietre miliari indicanti le distanze dalle varie città. Alcune pietre miliari indicanti distanze furono usati anche nei secoli successivi alla caduta dell'impero romano; tuttavia, per poter parlare dell'effettiva segnaletica stradale è necessario attendere fino alla fine del 1800, con lo sviluppo della circolazione stradale, dapprima ciclistica e poi automobilistica.
La comparsa della segnaletica stradale in Italia si deve al Touring Club Ciclistico Italiano (TCCI). Tale associazione, fondata nel 1894 con lo scopo di sviluppare il turismo e il ciclismo in Italia, uno dei modi con cui si prefiggeva di perseguire questo obiettivo era il «collocare speciali indicatori ai crocivii delle strade nazione», come riportato nel suo statuto. La prima posa di targhe segnaletiche avvenne convenzionalmente nel 1895 a Senigallia, quando il locale viceconsole del Touring curò la posa di cartelli indicanti l'indirizzo del consolato e le distanze chilometriche lungo la strada litoranea; trattasi di una iniziativa isolata ma già a partire da quell'anno il Touring iniziò lo studio delle caratteristiche grafiche dei nuovi "pali indicatori" insieme ad una raccolta fondi necessari alla loro collocazione.
Nel 1895 venne stabilito il formati di tali segnali: ciascuno di essi era formato da un palo di ferro a Y di circa 3 metri e su cui era installato un pannello di ghisa. Su di esso vi erano le scritte "T.C.C.I." e, in basso, "dono di ...", mentre nella parte centrale del segnale vi era l'indicazione in forma scritta che si voleva riportare, per esempio, "Attenzione! Discesa pericolosa". Di solito aveva sfondo color turchese con scritte in bianco, mentre i pali erano verniciati con pittura al minio, un rosso-arancione vivo. Tale grafica venne confermata definitivamente nell'anno seguente, fatto salvo per l'aggiunta tra le indicazioni anche del logo del TCCI, e nel 1897 si iniziò con la posa dei primi 100 segnali, posa che continuò anche negli anni successivi, adottando sostanzialmente lo stesso formato grafico usato in precedenza per le targhe ma sostituendo i pali di ferro con sostegni in legno, giudicati meno costosi.
Un primo cambio della grafica si ebbe nel 1900, quando il congresso della LIAT (Lega Internazionale delle Associazioni Turistiche) di Parigi, ratificando una proposta fatta l'anno prima al congresso di Londra, introdusse due nuovi segnali privi di iscrizioni aggiuntive per la segnalazione di discese pericolose e di altri pericoli o divieti che comportassero la necessità di smontare dalla bici. L'utilizzo di simboli e l'abbandono delle iscrizioni rispondeva all'esigenza di rendere comprensibili le indicazioni anche ai conducenti esteri, non necessariamente in grado di comprendere le varie lingue locali.
Entrambi i cartelli introdotti si basavano sull'utilizzo di frecce di colore rosso in campo bianco: per le discese la freccia era orientata in maniera obliqua (ed eventualmente corredata dalla pendenza e dalla lunghezza della discesa) mentre per segnalare la necessità di appiedare la freccia era verticale e diretta verso il basso. Per quanto riguarda i segnali di direzioni venne conservato il formato adottato in precedenza, ossia fondo turchino con frecce e scritte bianche.
Di seguito sono mostrate delle ricostruzioni, con alcuni dettagli grafici (come i colori delle bordature e della targhetta del donatore) che non sono noti con precisione; il cerchio bianco rappresenta il logo del Touring Club Italiano (nuova denominazione assunta dal TCCI), omesso nelle seguenti riproduzioni grafiche.

Discesa pericolosa (rallentare)
Pericolo grave o divieto (appiedare)
Indicazioni di direzione (e restanti tipologie di segnali)

## I cartelli indicatori
Col passare degli anni il Touring, contestualmente al continuare l'opera di posa dei nuovi cartelli segnaletici, costituì un'apposita commissione congiunta con l'Automobile Club Italiano con lo scopo di migliorare la visibilità e la qualità dei segnali.
Tra la fine del 1903 e l'inizio del 1904 venne adottato il nuovo sistema elaborato dalla commissione. I cartelli vennero suddivisi in tre categorie:
1. segnalazioni di direzione, posti agli incroci per fornire indicazioni e direzioni stradali ed avevano, oltre ai nomi delle località interessate, anche le rispettive distanze chilometriche
2. segnalazioni di rallentamento, poste in modo particolare in prossimità di un centro abitato e servivano tanto ai viaggiatori quanto agli abitanti delle singole località per prevenire litigi, evitare incidenti e dare un maggior senso civico a chi guidava nei confronti di coloro che occupavano la strada a piedi
3. segnalazioni di pericolo, per segnalare un pericolo che poteva essere rappresentato da una discesa pericolosa od una svolta pericolosa od un passaggio a livello od una strada interrotta e così via[7]

Segnale di direzione
Segnale di direzione (due direzioni)
Segnale di direzione (esempio di collocazione ad angolo)
Segnale di direzione (esempio di collocazione su palo)
Rallentare
Arresto
Pericolo (variante del segnale di arresto)
Discesa pericolosa
Svolto pericoloso
Strada interrotta
Cunetta
Passaggio a livello
Strada accidentata

Un'aggiunta al gruppo dei cartelli la si ebbe all'inizio del 1906 quando fu sviluppato un nuovo cartello per la segnalazione degli uffici doganali.

Dogana

In ogni caso il sistema introdotto nel 1903 non restò in vigore a lungo in quanto già verso la fine del 1906 venne adottato un nuovo set di segnalazioni. La differenza con quelli adottati in precedenza risiedeva nei colori, che ritornarono ad essere bianco e blu (già utilizzati nei primissimi segnali installati dal TCCI), giudicati maggiormente visibile di notte. Oltre ai segnali di pericolo e di direzione, nello stesso anno, il Touring iniziò a divulgare e produrre i segnali stradali per indicare i nomi dei centri abitati, in modo da aver un'indicazione comune a tutti i paesi d'Italia. Su questi cartelli, di dimensione 115 cm × 70 cm e pensati per essere affissi ai muri degli edifici, vi erano riportati il nome della località, scritto in carattere evidente, e poi i nomi e le distanze dai capoluoghi di provincia, circondario, mandamento e, nel caso delle frazioni, del capoluogo comunale. Erano poi indicati i servizi più comuni ed utili all'epoca, quali l'ufficio postale, quello telegrafico, la stazione ferroviaria o tranviaria (o talvolta, se non presente, la distanza a quella più vicina), il medico e le indicazioni di direzione, per ogni senso di marcia, verso i comuni prossimi da un lato e dall'altro del paese.

Segnale di direzione (una direzione)
Segnale di direzione (esempio di collocazione su palo)
Segnale di direzione (due direzioni)
Segnale di direzione (tre direzioni)
Dogana
Barriera daziaria
Svolta pericolosa
Rallentare
Discesa pericolosa
Strada interrotta
Passaggio a livello
Strada accidentata
Cunetta
Cartello di località

Nel 1907 il sistema si arricchì di due ulteriori nuovi segnali: un pannello a scacchi da montare sui cancelli dei passaggi a livello, in modo da aumentarne la visibilità, e un cartello di confine tricolore utilizzato per segnalare i confini nazionali. Quest'ultimo fu posto ai principali confini stradali del regno e venne inaugurato in pompa magna, contemporaneamente in tutti i posti di dogana, l'anno successivo.

Pannello a scacchi per passaggi a livello
Confine

Un ulteriore cambio al sistema delle segnalazioni, relativamente ai soli cartelli di pericolo, lo si ebbe tra la fine del 1908 e gli inizi del 1909 quando, in seguito alle decisioni del congresso di Parigi delle associazioni turistiche, i segnali di pericolo furono ridotti a quattro (cunetta, svolta pericolosa, passaggio a livello, incrocio pericoloso) e ne furono standardizzati i simboli. In tale congresso venne deliberato che lo sfondo dei segnali fosse di colore blu con simboli ed iscrizioni in bianco mentre per la forma si optò per quella circolare. Per quest'ultima caratteristica le delegazioni del Touring Club e dell'ACI fecero opposizione, adducendo la buona leggibilità del formato rettangolare e il fatto che cartelli circolari fossero già in uso presso le ferrovie (e quindi possibile fonte di confusione in caso di strade parallele alla rete ferroviaria). Il congresso accettò la riserva della delegazione italiana e pertanto in Italia venne conservato il formato rettangolare.

Cunetta
Svolta pericolosa
Passaggio a livello
Incrocio pericoloso

Il sistema delineato dal congresso di Parigi trovò un riconoscimento ufficiale nella convenzione internazionale per la circolazione degli autoveicoli, firmata a Parigi l'11 ottobre 1909. Per quanto riguarda la segnaletica, la convenzione stabilì la grafica dei quattro segnali di pericolo oltre a dettare alcune disposizioni sul loro collocamento. In particolare venne stabilito che:
1. salvo casi particolari i segnali di pericolo non dovessero essere collocati all'interno dei centri abitati
2. i segnali dovessero essere collocati a 250 m dal punto pericoloso e in caso di impossibilità di rispettare questa distanza dovessero essere prese delle disposizioni speciali
3. i segnali dovessero essere montati con orientazione perpendicolare alla strada

L'Italia ratificò la convenzione di Parigi il 24 marzo 1910. Si noti come i cartelli allegati al testo della convenzione fossero di forma circolare ma i segnali di pericolo installati in Italia anche in seguito all'entrata in vigore della convenzione abbiano mantenuto la forma rettangolare e non sembra esserci alcuna evidenza di adozione di cartelli circolari.
L'opera di posa della segnaletica da parte del Touring continuò intensamente fino al 1915: risulta che tra il 1903 e il 30 agosto 1915 siano stati collocati 10725 cartelli segnaletici, a cui vanno aggiunti 2399 cartelli sostituiti perché deteriorati. L'entrata in guerra dell'Italia nella prima guerra mondiale rallentò fortemente l'attività di posa della segnaletica sulle strade da parte del Touring, sia a causa della mancanza di fondi che di manodopera, e bisognerà aspettare la fine del primo conflitto mondiale per vedere una ripresa delle nuove segnalazioni

Cartello per comuni con circolazione a sinistra, come mostrato da un opuscolo del TCI del 1912

Giova osservare come la posa della segnaletica rimase per lungo tempo un'attività filantropica legata all'operato volontario del Touring e al contributo da parte di personalità ed enti particolarmente sensibili alle esigenze dell'automobilismo e della circolazione. In effetti né l'apposizione stessa dei segnali né -a maggior ragione- il loro aspetto grafico erano regolati dalla legge, salvo per alcune scarne disposizioni per dei segnali che oggi verrebbero definiti di prescrizione.
A parte la già citata convenzione di Parigi del 1909 (da cui comunque non discenda alcun obbligo di apporre i segnali di pericolo), le poche disposizioni di legge facenti riferimento alla necessità di segnalazioni per i conducenti possono essere rintracciate nel regolamento di polizia stradale e per guarentire la libertà della circolazione e la materiale sicurezza del passaggio sulle strade pubbliche del 1881, nel regolamento sui velocipedi del 1897, nei due regolamenti per la circolazione delle automobili sulle strade ordinarie del gennaio e luglio del 1901, nel regolamento di polizia stradale e per garantire la libertà della circolazione e la sicurezza del transito sulle strade pubbliche del 1905 ed infine nei due regolamenti per i veicoli a trazione meccanica senza guida di rotaia del 1909 e del 1914. Si trattava in genere di disposizioni molto brevi, generalmente legati a limiti di peso, velocità o transito, e non vi era alcun riferimento alla caratteristiche grafiche di tali segnalazioni, salvo che per alcune scarne prescrizioni nelle norme cronologicamente più recenti.

Cartello per comuni con circolazione a sinistra, come mostrato da un opuscolo del TCI del 1914

Il primo di questi provvedimenti, il regolamento di polizia stradale del 1881, consentì alle autorità competenti di prescrivere delle cautele o prescrizioni particolari per i veicoli adibiti al trasporto di massi o carichi pesanti oltre che di stabilire dei limiti di peso sui ponti, a patto che tali prescrizioni fossero costantemente affisse alle estremità delle strade in questioni. Un altro cenno alla necessità di segnalare all'utenza dei divieti o delle restrizioni è rintracciabile nel regolamento sui velocipedi del 1897, nel quale veniva prescritto che la circolazione dei velocipedi potesse essere vietata in alcune strade ma che tale divieto dovesse essere indicato al di sotto dei nomi delle vie e delle piazze interessate.

Anche i due regolamenti sulle circolazioni delle automobili del 1901 facevano riferimento alla necessità di segnalare alcune prescrizioni agli utenti della strada; nello specifico per quanto riguarda la velocità di marcia degli automobili veniva specificato che essa andasse moderato, oltre che secondo le disposizioni dei regolamenti in questione, anche secondo le prescrizioni dei locali regolamenti municipali, che dovevano essere chiaramente indicate ai tratti di via che si percorrono.
Il regolamento di polizia stradale del 1905, riprendendo quello del 1881, confermò la possibilità di stabilire limitazioni di peso lungo le opere stradali e che tali prescrizioni fossero esplicitate mediante l'apposizione di cartelli alle estremità delle strade interessate. In aggiunta, il nuovo regolamento stabiliva la marcia a destra, salvo consentire ai comuni sopra ai 25 000 abitanti la possibilità di stabilire la marcia a sinistra all'interno degli abitati; per segnalare tale situazione si prevedeva l'apposizione di un segnale con la scritta "Tenere la sinistra".

Cartello indicante una limitazione di velocità, come mostrato da un opuscolo del TCI del 1914 (notare lo sfondo blu)

Anche il regolamento del 1909, abrogando quello del 1905, dedica qualche breve cenno alle segnalazioni stradali: in particolare viene citato che i veicoli debbano ridurre la velocità secondo le prescrizioni municipali chiaramente indicate nei tratti di strada che di percorrono e che i comuni sopra i 25 000 abitanti che optassero per la già citata circolazione a sinistra segnalassero il fatto mediante una scritta ben visibile ed illuminata di notte.
Solo con il regolamento per i veicoli a trazione meccanica del 1914 la questione dei cartelli sarà trattata con maggiore dettaglio: venne prescritto che le limitazioni di transito e di velocità stabilite dai comuni dovessero essere segnalati mediante cartelli avvisatori posti ad almeno 3 metri di altezza e di dimensioni non minori di 70 cm di larghezza e 40 cm di altezza. Tali cartelli dovevano avere sfondo nero e iscrizioni di colore bianco, di altezza non minore di 10 cm, e dovevano essere illuminati sul retro da mezz'ora dopo il tramonto a mezz'ora prima dell'alba, in modo che la scritta apparisse per trasparenza. Inoltre veniva espressamente previsto che le delibere comunali a riguardo delle limitazioni al transito o alla velocità, da sottoporre all'approvazione prefettizia, recassero anche le dimensioni e le caratteristiche dei relativi cartelli. Lo stesso regolamento stabiliva per i veicoli l'obbligo di marcia a destra, salvo consentire ai comuni dotati di tranvie la possibilità di stabilire la marcia a sinistra all'interno degli abitati. Per segnalare tale regime di marcia viene previsto che ai margini dell'abitato vengano posti dei cartelli con le iscrizioni "Tenere a sinistra" rivolta verso l'esterno dell'abitato e "Tenere a destra" rivolta verso l'interno. Le dimensioni previste per tali cartelli sono 100 cm × 60 cm, con scritte di altezza minima delle lettere di 15 cm; per il colore e l'altezza vengono mantenute le stesse prescrizioni del resto dei cartelli mentre il requisito di illuminazione viene richiesto da un'ora dopo il tramonto e fino ad un'ora prima dell'alba.

## Gli anni Venti
Durante il periodo bellico l'ufficio tecnico del Touring, impossibilitato a continuare l'opera di posa dei segnali, si dedicò al censimento di tutti quei luoghi della rete viaria necessitanti di segnalazioni stradali. Alla fine dell'opera di ricognizione il Touring stimò che fosse necessaria l'installazione di circa 12000 segnali di direzione o distanza, senza considerare quelli relativi ai pericoli o ad altre situazioni specifiche (come il pagamento di dazi o l'obbligo di circolare a sinistra).
Una volta terminato il periodo bellico, al fine di dare un deciso impulso alla posa di nuovi segnali e alla sostituzione di quelli già precedenti ma deterioratisi nel corso nel tempo, il Touring decise di coinvolgere nell'opera di segnalamento la FIAT e la Pirelli e C.. Nel 1919 il Touring e le suddette aziende un consorzio dedicato, mettendo in comune le energie. A partire dal 1921 vennero installati nuovi segnali, soprattutto di direzione, recanti il nome delle ditte sponsorizzatrici: così facendo le spese, fino ad allora sostenute interamente dal TCI, vennero ripartite tra lo stesso TCI e le due aziende sponsor. Dal 1922 a queste due aziende se ne unirono delle altre, così da poter aumentare sempre più il numero di cartelli posizionati in giro per l'intera Italia e la Repubblica di San Marino

Cunetta
Svolta pericolosa
Passaggio a livello
Incrocio pericoloso
Rallentare
Tenera la sinistra
Segnale di direzione
Segnale di direzione

Un'ulteriore novità nel panorama delle segnalazioni stradali venne introdotta con il regio decreto legge n. 1608 del 7 novembre 1920, con cui le ferrovie dello stato vennero autorizzate a lasciare permanentemente aperti senza obbligo di custodia i passaggi a livello, a patto che la strada intersecante disponesse di sufficiente visibilità verso la ferrovia e che i passaggi a livello che fossero segnalati con un'indicazione fissa rivolta verso la strada.
La direzione generale delle ferrovie emise delle disposizioni per normare le caratteristiche di tali segnalazioni. Nello specifico venne stabilito che in prossimità del passaggio a livello venissero poste in opera dei cartelli con la scritta "Attenti al treno" (lungo le strade di una qualche importanza) o delle croci di Sant'Andrea (in corrispondenza dei passaggi a livello di maggiore importanza delle ferrovie dello stato). Oltre a tali cartelli erano previsti dei segnali di preavviso posti 200 – 250 m prima dell'incrocio con la ferrovia, identici a quelli posti in corrispondenza ma riportanti anche le targhe del Touring con il simbolo internazionale del cancello.

Cartello in corrispondenza di passaggio a livello di qualche importanza
Cartello in corrispondenza di passaggio a livello di maggiore importanza (linea FS)
Preavviso di passaggio a livello di qualche importanza
Preavviso di passaggio a livello di maggiore importanza (linea FS)

Per quanto riguarda gli aspetti legislativi, alcune limite novità vennero introdotte dal regio decreto  n. 3034 del 12 dicembre 1923 a riguardo delle norme disciplinati la circolazione sulle strade ed aree pubbliche. Questo provvedimento dedicava esplicitamente ai cartelli indicatori un solo articolo: in esso veniva stabilito che i tratti di strada in uno stato tale da non permettere la circolazione di veicoli a quattro ruote del peso di 80 quintali ad una velocità di almeno 15 km/h dovessero essere segnalati con dei cartelli neri con scritte in bianco. In caso di opere stradali su cui fosse impedito il transito dei veicoli o dove fosse in vigore un limite di peso inferiore ai 40 quintali tali cartelli devono essere segnalati di notte con dei fanali rossi. Per quanto riguarda il contenuto di tali cartelli il decreto specificava che dovessero essere indicati il peso e la velocità dei veicoli ammessi al transito. A differenza del testo del 1914 non vengono precisate le dimensioni e l'altezza di questi cartelli. Alcune altre informazioni specifiche a riguardo delle segnalazioni sono contenute anche nel resto del testo: in particolare nella sezione dedicata al transito sui ponti viene esplicitato che gli enti gestori debbano indicare alle loro estremità i limiti di velocità vigenti sulla struttura, il numero di veicoli ammessi al transito contemporaneo e i loro carico massimo nel caso le strutture non presentino le opportune garanzie di sicurezza. Il collocamento di cartelli indicatori o di analoghi segnali viene prescritto anche per i passaggi a livello incustoditi di ferrovie e tranvie extraurbane oltre che allo sbocco delle strade cittadine che intersechino in condizioni di scarsa velocità delle strade in cui siano presente delle tranvie.
Infine viene prescritto che quando i comuni reputino di stabilire delle limitazioni generali o parziali di velocità per gli autoveicoli, queste debbano essere rese note mediante le apposizioni di opportuni cartelli.
Nel contempo si iniziarono ad installare anche dei dispositivi riflettenti sui bordi dei segnali e sulle lettere contenute all'interno di essi: dapprima vennero applicati sui cartelli indicanti i passaggi a livello e poi vennero utilizzati anche per gli altri cartelli di pericolo. Nel 1927, inoltre, i cartelli di colore blu con indicazioni in bianco vennero sostituiti dai nuovi tipi di cartelli con sfondo bianco e scritte in rosso o nero, più visibili anche da lontano. La svolta si ebbe nel 1933 quando vennero installati ben 154 240 cartelli nuovi da parte del TCI: da quell'anno il codice della strada appena entrato in vigore diede alle varie amministrazioni, a cui competeva la manutenzione delle strade, l'onere della segnalazione delle strade, unicamente tramite l'uso di cartelli di prescrizione, di preavviso dei passaggi a livello e di precedenza sulle grandi arterie, ma non con cartelli di pericolo, di direzione e di località. Per di più, un altro decreto del 1936 prescriveva dimensioni, forme e colori dei cartelli, ma vietava ogni indicazione pubblicitaria e dichiarava facoltativa l'apposizione dei cartelli di direzione. La fine delle segnalazioni del TCI si ebbe con il D.M. 6 aprile 1937, secondo il quale si dovevano eliminare le segnalazioni già esistenti presenti sul territorio del Regno: nonostante questo il TCI continuò a promuovere ed installare nuove segnalazioni, affiancando e molte volte sostituendo le varie amministrazioni nella loro opera. Tra il 1920 ed il 1944 vennero collocati in Italia oltre 335 000 cartelli.
Nel frattempo gli sforzi internazionali di uniformazione della segnaletica culminarono nella convenzione relativa alla circolazione automobilistica, firmata a Parigi nel 1926 e accolta nell'ordinamento italiano con il decreto n. 1622 del 6 gennaio 1928. Per quanto riguarda la parte relativa alla segnaletica la convezione si occupò esclusivamente dei segnali di pericolo, superando la precedente convenzione del 1909: venne stabilito che avessero forma di triangolo con un vertice disposto verso l'alto e con lati di almeno 70 cm di lunghezza, da porre in opera perpendicolarmente alla strada ad una distanza compresa tra i 150 m e i 250 m dal punto pericoloso. I segnali previsti erano cinque: cunetta, svolta, incrocio, passaggio a livello incustodito e passaggio a livello custodito. I simboli posti all'interno dei triangoli per simboleggiare i vari pericoli erano i medesimi di quelli della convenzione del 1909, salvo per il caso dei passaggi a livello, per cui vennero stabilite due distinte varianti a seconda che fosse custodito o incustodito. Era previsto un ulteriore segnale supplementare, un triangolo con la parte centrale cava, avente lato di almeno 46 cm di lunghezza, da utilizzare dove le condizioni atmosferiche si opponessero all'uso del segnale con sfondo pieno.
Successivamente alla firma della convenzione di Parigi il formato internazionale venne adottato anche in Italia. Dato che né la convenzione non fissava alcun requisito sul colore, né intervenne alcun provvedimento normativo volto a fissare i dettagli della segnaletica, il Touring e i vari enti stradali adottarono varie colorazioni per i cartelli, usando simboli bianchi su sfondo scuro (blu o nero) oppure neri su sfondo bianco e aggiungendo a volte un contorno perimetrale rosso al cartello.
Un altro importante contributo alla posa della segnaletica stradale lo diede il Real Automobile Club d'Italia (RACI). Per la verità il RACI collaborava già con il Touring Club Italiana nella posa dei cartelli; tuttavia, verso la fine degli anni '20 la commissione per le strade dell'Automobile Club sviluppò un proprio sistema di segnalazioni stradali di pericolo e di indicazione.
I segnali di pericolo erano conformi ai tipi internazionali stabiliti dalla convenzione di Parigi del 1926. Più specificamente i triangoli presentavo sfondo nero, simboli bianchi e contorno nero; inoltre nella punta superiore del triangolo era presente il disegno di un fascio littorio mentre il lato inferiore era corredato da una targhetta gialla, riservata alla pubblicità degli sponsor che avessero contributo alle spesse di impianto del segnale.
Il sistema dei segnali di indicazioni era più articolato e si componeva di cartelli di designazione di comune, cartelli itinerari di direzione e preavvisi di bivio. Le prime due categorie non erano una novità assoluta, dato che rientravano tra quelli utilizzati dal Touring, ma il RACI adottò per entrambi una nuova grafica, improntata all'uso di caratteri bianchi su sfondo nero. Nel caso dei segnali di direzione si privilegiò un sistema basato sull'apposizione di frecce di direzione a fianco al nome del nome della località interessata, considerate più chiare rispetto a quelle utilizzate dai segnali del TCI. La più grande novità fu però l'introduzione dei segnali di preavviso di bivio, ossia quelli destinati ad avvisare i conducenti delle destinazioni raggiungibili in anticipo rispetto al punto di svolta. Per tali segnali venne introdotto per la prima volta un modello diagrammatico, dove i vari rami stradali erano rappresentati da diverse frecce.
Tutti i segnali appena descritti erano corredati da una targa inferiore di colore giallo destinata alla pubblicità (come nel caso dei segnali di pericolo) e di una superiore di colore bianco, che riportava il numero della strada statale che si stava percorrendo (ed eventualmente il nome), la sigla del Partito Nazionale Fascista e del RACI; inoltre, nel caso dei cosiddetti itinerari romani (ossia quelle strade statali che ricalcavano il percorso delle antiche strade romane), i vari cartelli erano sormontati da un'aquila con le ali aperte, circondata da una corona di quercia e con il fascio littorio tra le zampe.
Completavano l'insieme delle segnalazioni alcuni cartelli specifici dedicati alle circonvallazioni e agli itinerari di attraversamento delle grandi città basati sull'uso di diversi colori e dei segnali circolari di conferma del numero dell'itinerario percorso.

Passaggio a livello custodito
Passaggio a livello incustodito
Incrocio
Svolta
Cunetta
Dosso
Retro di segnale di pericolo

Cartello di designazione di comune
Cartello itinerario di direzione
Preavviso di bivio
Preavviso di bivio
Segnale di direzione per circonvallazione
Preavviso di bivi per circonvallazioni
Numerazione strada

## Gli accordi di Ginevra del 1931
Gli sforzi di coordinamento della segnaletica tra i vari paesi europei culminarono negli accordi di Ginevra del 1931. Essa ampliò una precedente convenzione del 1926, introducendo un nuovo segnale di pericolo generico, un segnale di precedenza, oltre che i segnali di divieto, obbligo ed indicazione, precedentemente non contemplati da alcun accordo.

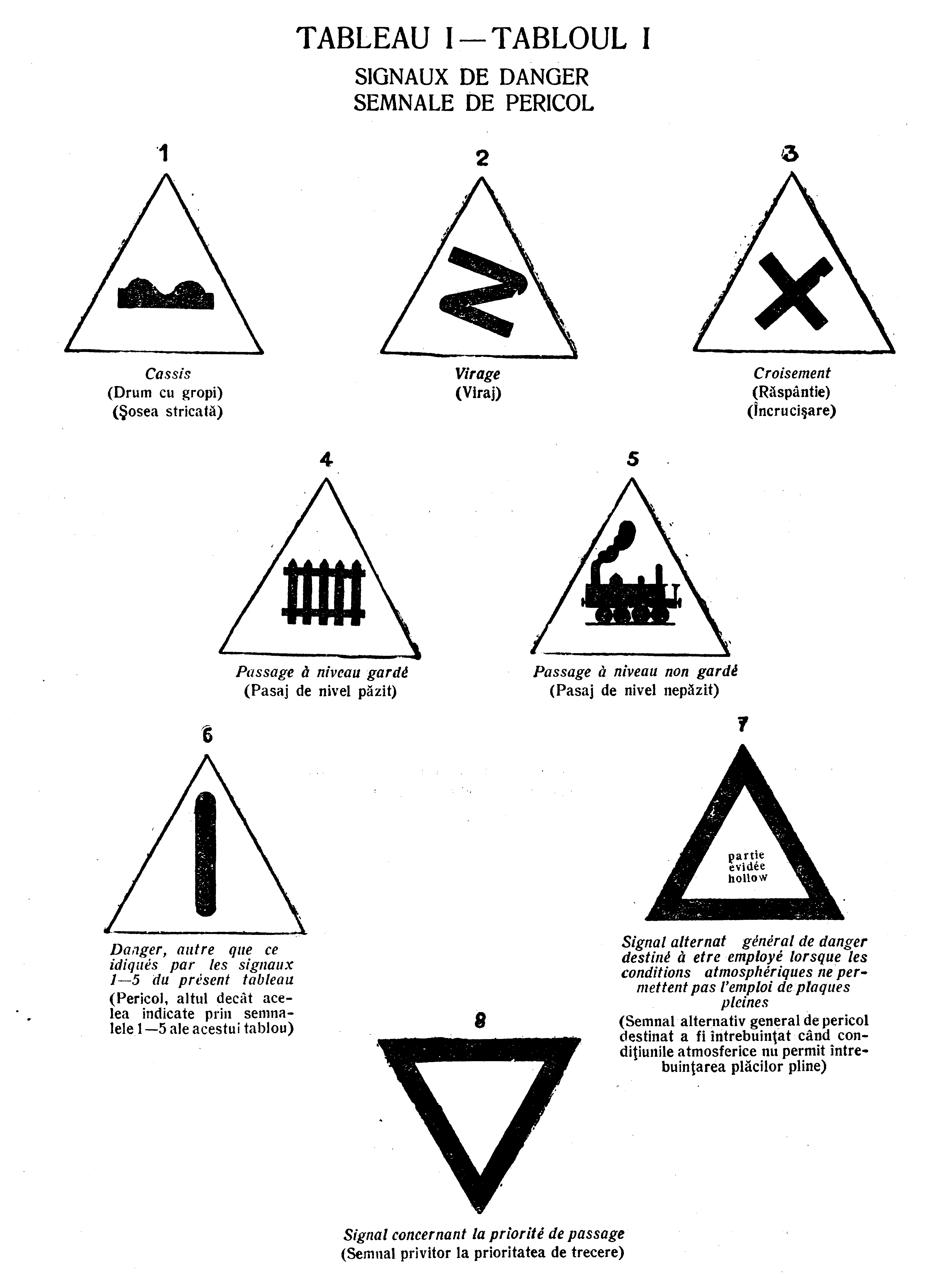
Segnali di pericolo
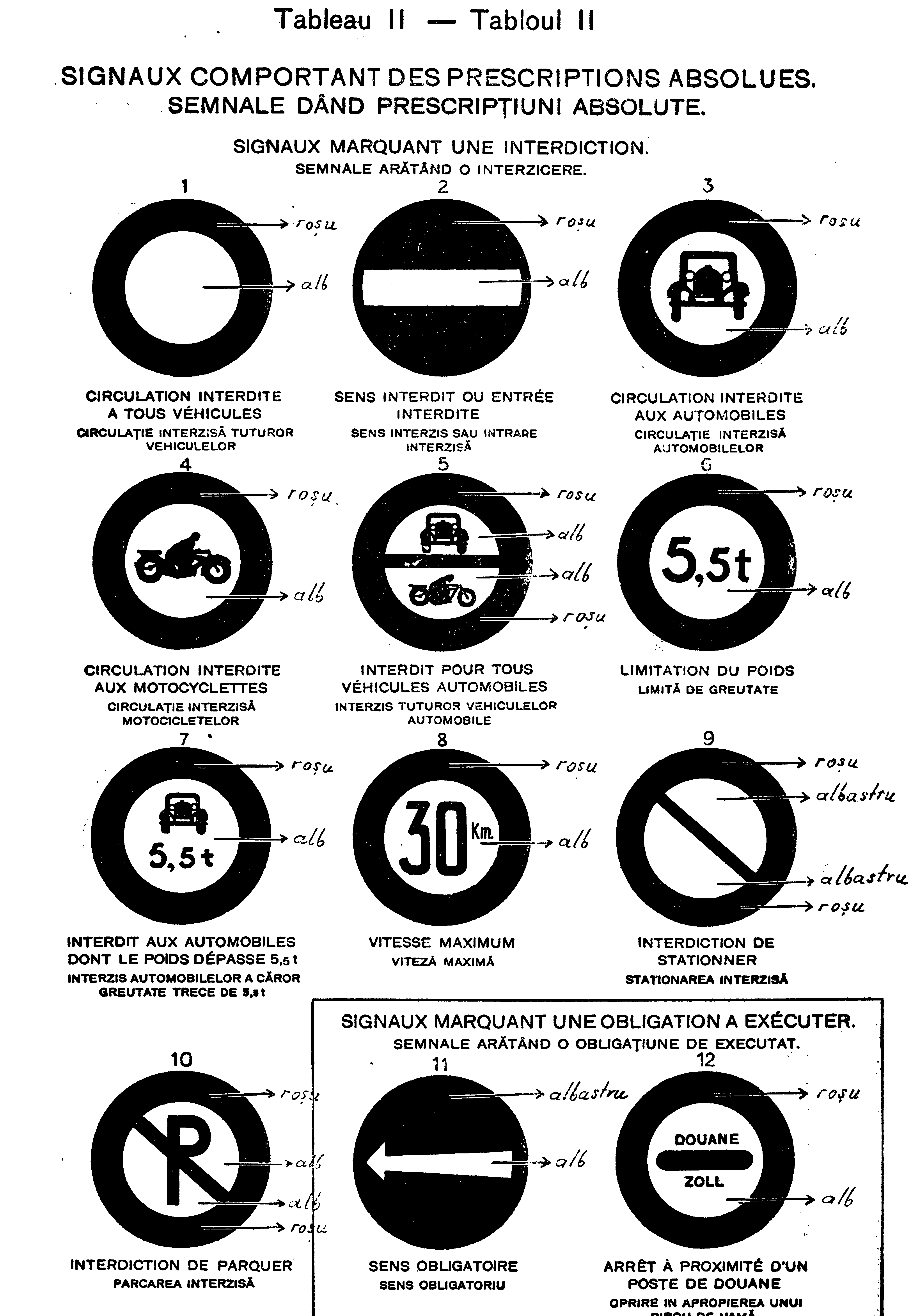
Segnali di divieto e obbligo
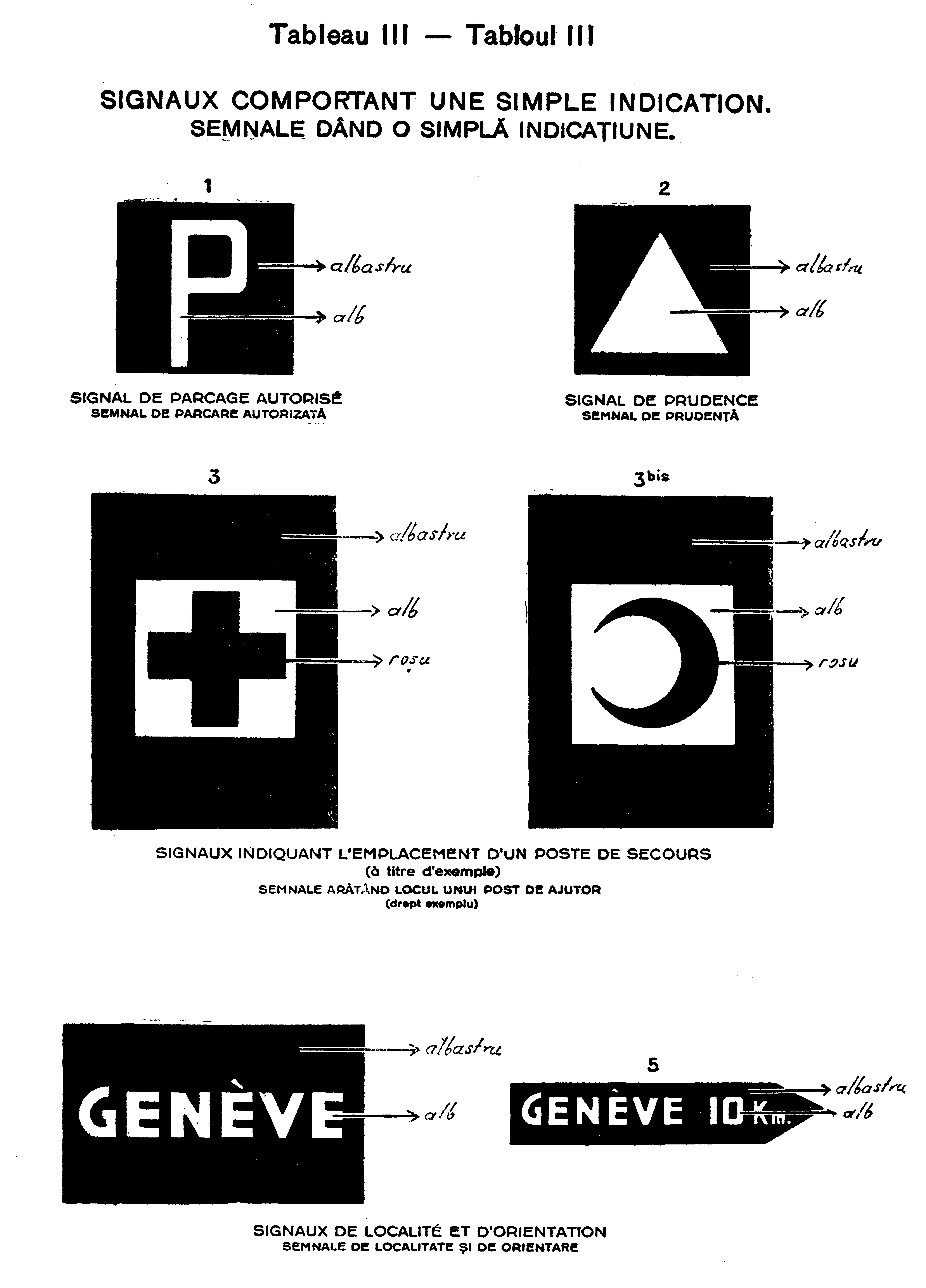
Segnali di indicazione semplice

La convenzione, resa esecutiva in Italia dalla legge n. 886 del 15 giugno 1933, lasciava comunque un certo grado di libertà agli stati contraenti nel definire i dettagli grafici dei segnali e specialmente del colore. In mancanza di uno standard nazionale comune i vari enti stradali adottarono diversi standard grafici per i segnali; ad esempio nel caso dei segnali di pericolo, talune amministrazioni privilegiano l'uso di simboli neri su sfondo bianco mentre utilizzarono lo schema opposto.
In questo contesto di discrezionalità di scelta da parte delle amministrazioni locali, un importante ruolo di normalizzazione lo svolse l'azienda autonoma statale della strada, ossia l'ente gestore delle strade statali. Nel 1932 il consiglio di amministrazione dell'AASS deliberò la riorganizzazione delle segnalazioni stradali presenti lungo la rete delle strade nazionali ed emise un normale, la n. 24 del 14 aprile 1932, per affrontare la questione.
La normale distingue quattro tipologie di segnali stradali:
- indicazioni di pericolo
- indicazioni di prescrizioni speciali
- indicazioni di itinerario e di distanza
- indicazioni di località

Nel caso delle indicazioni di itinerario, di distanza e di località, l'AASS non ritenne di doversi interessare ad essi direttamente, in quanto tipologie di cartelli rispondenti a ragioni di utilità o opportunità turistica. In ogni caso venne stabilito che fosse opportuno fornire assistenza al RACI e al TCI, enti tradizionalmente impegnati nella posa di questa tipo di cartelli, ritenuti maggiormente in grado di interpretare le esigenze dei conducenti.
Al contrario per i segnali di pericolo e prescrizione vennero fissati la tipologia e le forme, propendendo per l'uso di simboli e caratteri bianchi su cartelli a sfondo nero con bordo rosso. Oltre a tali segnali vennero anche fissati i dettagli relativi agli inserti rifrangenti da apporre su di essi, ai supporti di sostegno, ai cavalletti per strade sbarrate per interruzione e ai segnali di deviazione.

Passaggio a livello custodito
Passaggio a livello incustodito
Incrocio
Svolta
Cunetta o schiena d'asino
Pericolo generico fisso o occasionale
Deviazione di transito per interruzione
Dettaglio sbarramento per interruzione di transito
Dettaglio sbarramento per interruzione di transito
Cavalletto per interruzione di transito
Prescrizione per limitazione di velocità
Prescrizione per limitazione di peso

Per quanto la sopracitata circolare riguardò solamente la viabilità in gestione all'AASS essa eserciterà una certa influenza sulla grafica adottata dal resto degli utenti stradali, fino alla sua definitiva normazione a livello nazionale del 1937.

## Il Codice della Strada del 1933

### Il decreto interministeriale del 1936
In data del 5 novembre del 1936 il ministero dei lavori pubblici e il ministero delle comunicazioni emanarono un decreto interministeriale che stabilì per la prima volta un sistema di segnalazioni unificato a livello nazionale, vietando l'apposizione di segnali non conformi ad esso ed eliminando pertanto le diverse varianti locali presenti in precedenza. Il decreto, che riprendeva il lavori di una commissione congiunta di AASS, RACI e del Touring, introdusse tre tipologie di segnali: pericolo, prescrizione e indicazione semplice. L'applicazione dei segnali venne resa obbligatoria per i segnali di pericolo, prescrizione e di indicazione degli abitati, mentre rimase facoltative per i restanti segnali di indicazione.
La standardizzazione operata dal decreto non riguardò solamente i cartelli stradali ma intervenne anche sulle segnalazioni manuali fatte dagli agenti del traffico e sui semafori.
Per i semafori fossero costituiti da due colori, verde e rosso, a cui facoltativamente poteva aggiungersi il giallo. Confermando in larga parte i significati dei colori convenzionalmente usati fu stabilito che il verde equivalesse al via libera in tutte le direzioni per i veicoli che stessero percorrendo la strada verso la quale veniva proiettata la luce mentre il rosso imponesse l'obbligo di arresto. Per quanto riguarda il colore giallo, se presente, esso indicava l'obbligo di sgomberare l'incrocio rapidamente (quanto seguisse il verde) o indicava di prepararsi all'imminente ripresa della marcia (quando seguisse il rosso); il decreto ammetteva anche l'uso della luce gialla lampeggiante, con significato di pericolo e obbligo di rallentamento della velocità. 
Non erano previsti specifici segnali pedonali, ma venne stabilito che i pedoni potessero attraversare le strade verso le quali i normali semafori veicolari stessero proiettando la luce rossa mentre fosse vietato loro l'attraversamento di quelle verso le quali venne proiettato il verde.
Infine, per quanto riguarda le segnalazioni manuale degli agenti, ne vennero previste tre: braccia aperte distese lungo la direzione di marcia (corrispondente al verde semaforico), braccia aperte distese lungo la direzione di marcia (rosso semaforico) e braccio alzato verticalmente (giallo semaforico). Oltre a ciò venne ammesso l'utilizzo di un suono prolungato del fischietto, con significato di arresto totale di tutti gli utenti della strada.

#### Segnali di pericolo

Cunetta o dosso
Svolta pericolosa
Incrocio
Passaggio a livello custodito
Passaggio a livello incustodito
Segnali di precedenza
Pericolo generico fisso

#### Segnali di prescrizione per indicare un divieto

Circolazione vietata
Senso proibito
Circolazione vietata alle automobili
Circolazione vietata ai motocicli
Circolazione vietata agli autocarri
Divieto di transito ai carri a trazione animale
Divieto di transito alle carrozze
Divieto di transito ai cavalli montati
Divieto di transito ai carretti a mano
Divieto di transito alle biciclette
Divieto di transito ai tricicli
Tipo di segnale di divieto di transito a due categorie di veicoli
Tipo di segnale di divieto di transito a tre categorie di veicoli
Tipo di segnale di divieto di transito a quattro categorie di veicoli
Divieto di parcheggio (sosta permessa ...)
Divieto di sosta
Limitazione di peso (strade urbane)
Limite di velocità (strade urbane)
Limitazione di peso (strade esterne)
Limitazione di transito (strade esterne)
Limitazione di velocità (strade esterne)
Limitazione della larghezza della sagoma
Limitazione della altezza della sagoma
Divieto di svolta a destra
Divieto di svolta a sinistra
Divieto di svolta a destra e a sinistra
Divieto di sorpasso
Divieto di uso dei segnali acustici

#### Segnali di prescrizione per indicare un obbligo

Senso obbligatorio
Arresto in prossimità della dogana
Obbligo di arresto incrociando corriere su strade di montagna

#### Segnali di indicazione

Parcheggio
Segnale di prudenza
Segnale di scuola
Segnale per indicare la ubicazione dei posti di assistenza sanitaria
Segnale per indicare la ubicazione dei posti di assistenza meccanica
Segnale per indicare la ubicazione dei posti telefonici
Segnale di località
Segnale di località
Segnale di direzione
Segnale di preavviso di bivio
Segnale di preavviso di bivio
Segnale di preavviso di bivio

### Il decreto ministeriale del 1937
Un'ulteriore precisazione alle caratteristiche e alle modalità di apposizione dei segnali arrivò l'anno successivo, con un decreto del ministero dei lavori pubblici, emanato in data 6 aprile 1937. In esso venivano precisate le dimensioni dei dispositivi e il colore dei dispositivi rifrangenti da apporre sui segnali (rossi nel caso del segnale di dogana e bianchi in tutti gli altri casi, diametro minimo da 20 o 25 cm a seconda del segnale), altezza e spaziatura delle lettere, distanze di collocamento dei segnali (in corrispondenza del punto di inizio nel caso di quelli di prescrizione, tra i 150 e i 200 m prima dei punti pericolosi in caso di quelli di pericolo e tra i 120 e i 200 m prima di un bivio per quelli di indicazione), altezze dei sistemi di montaggio, colorazioni dei pali (strisce bianche e rosse nel caso di quelli di pericolo e bianche e azzurre in tutti gli altri casi) e altri dettagli tecnici.

### Il decreto ministeriale del 1939
Una ulteriore modifica al complesso delle segnalazioni stabilite nel 1936 venne introdotta da un decreto ministeriale del 16 dicembre 1939. Tale disposizione autorizzò l'utilizzo delle gemme rifrangente anche per i cartelli indicatori posti lungo le strade urbane e definì le modalità di impiego dei segnali relativi a posti di assistenza meccanica, assistenza sanitaria e telefoni pubblici. Nel caso dei primi due segnali l'obbligatorietà dell'uso delle figure stabilite dal decreto del 1936 venne limitata alla sola viabilità extraurbana; nel caso dei posti telefonici l'obbligatorietà del formato stabilito dal decreto del 1936 venne limitata ai soli cartelli posti lungo la viabilità extraurbana e che riportassero il numero telefonico relativo ad un servizio di assistenza sanitaria o di assistenza meccanica (o di entrambi). Per tutti gli altri venne invece stabilito l'utilizzo obbligatorio di un nuovo cartello, di forma circolare.

Segnale di preavviso di telefono (vista anteriore)
Segnale di telefono (vista anteriore)
Segnale di telefono (vista posteriore)

## La convenzione di Ginevra sulla circolazione stradale del 1949 e il periodo di transizione fino al Testo Unico del 1959
La situazione della segnaletica stradale alla fine del secondo conflitto mondiale era disastrosa: buona parte dei cartelli era stata distrutta o asportata di proposito per rallentare l'avanzata del nemico e così si dovette ricominciare il lavoro pressoché daccapo, continuando a produrre ed installare segnali come quelli sistemati in precedenza.
Nel frattempo in ambito internazionale i lavori della conferenza della nazioni unite sui trasporti stradali e automobilistici avevano portato alla stesura della convenzione di Ginevra sulla circolazione stradale del 1949; tale trattato cercava di regolamentare la circolazione stradale dei vari stati e comprendeva, tra l'altro, un protocollo addizionale sulle segnalazioni stradali (di cui vengono mostrate le tavole grafiche).

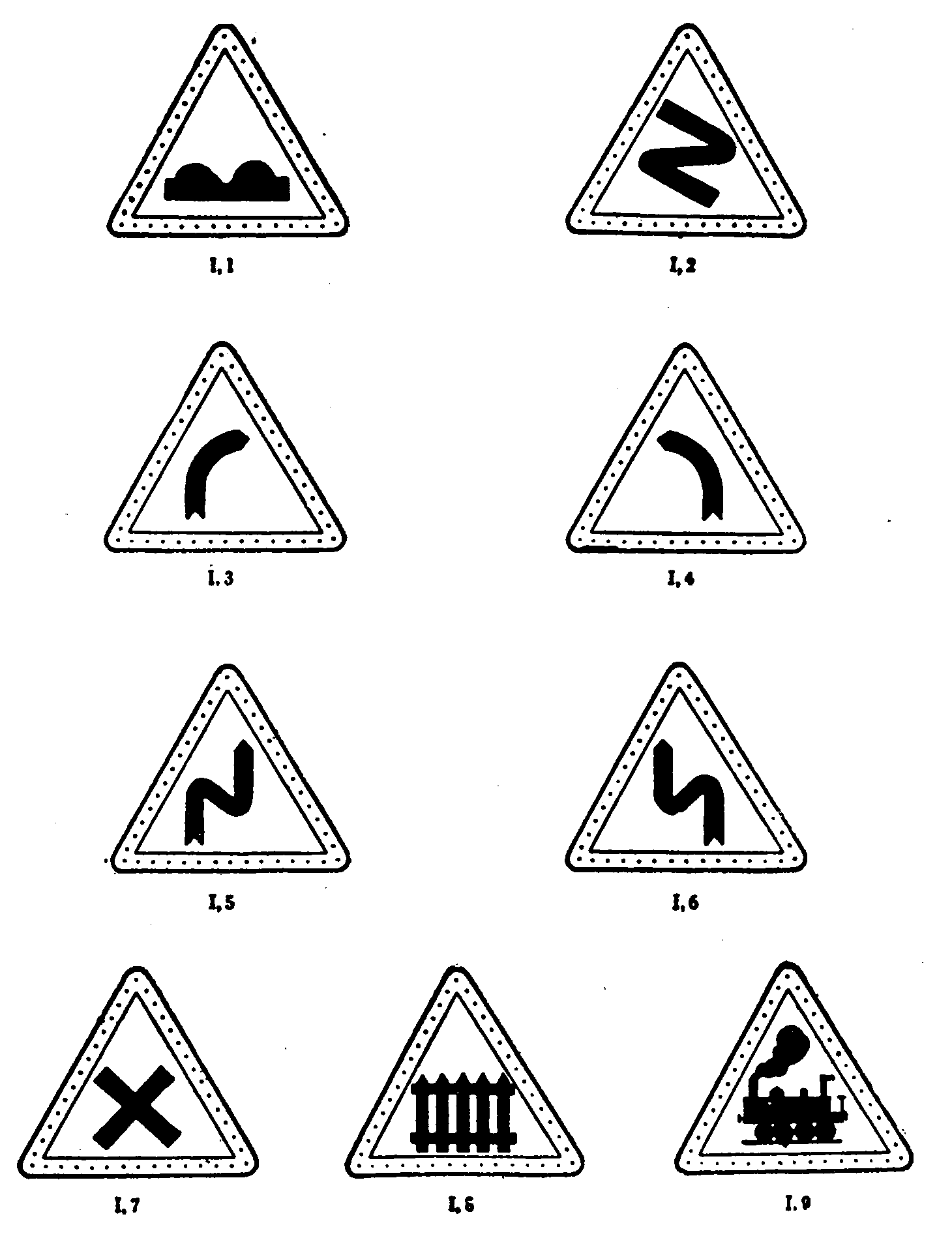
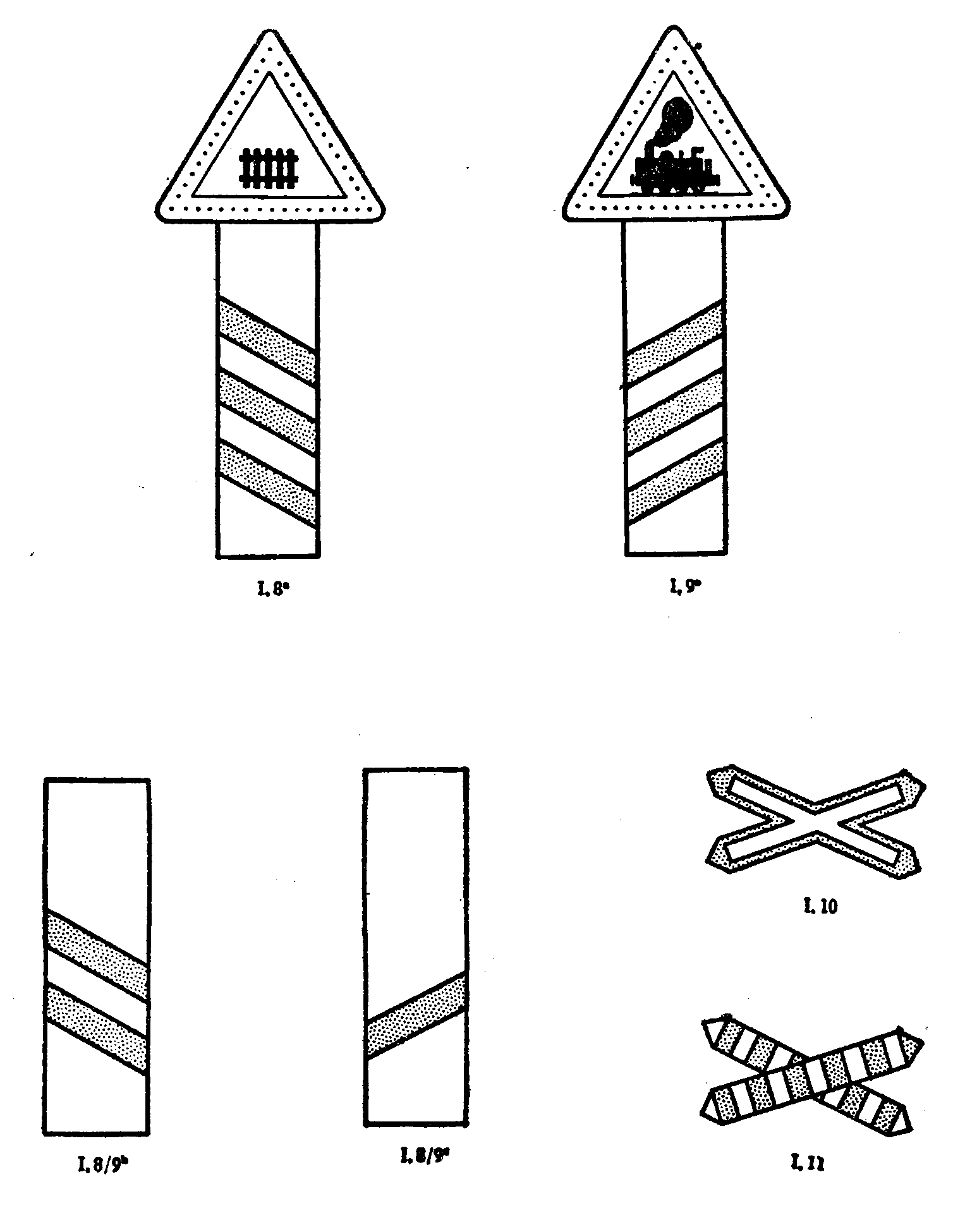
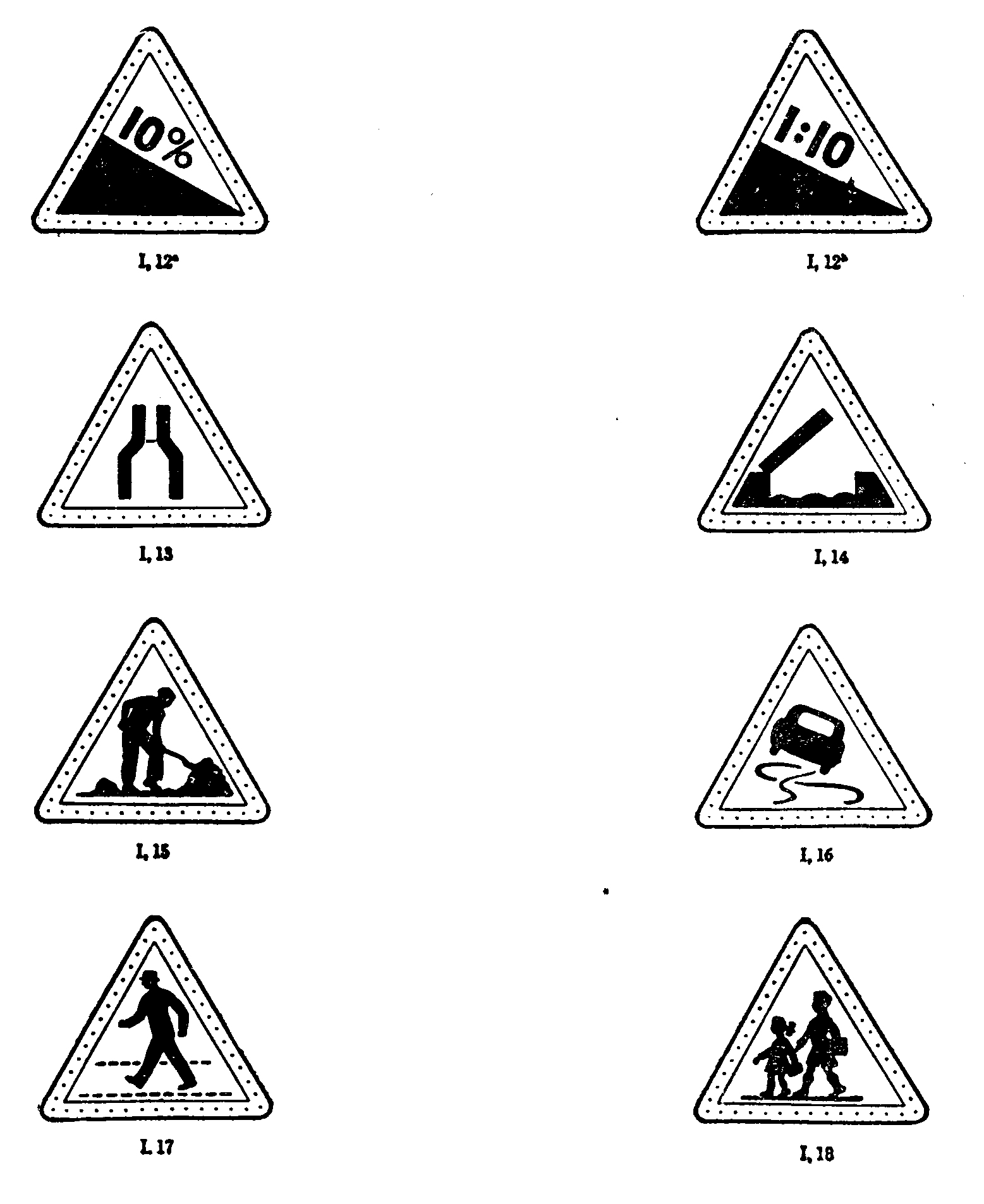
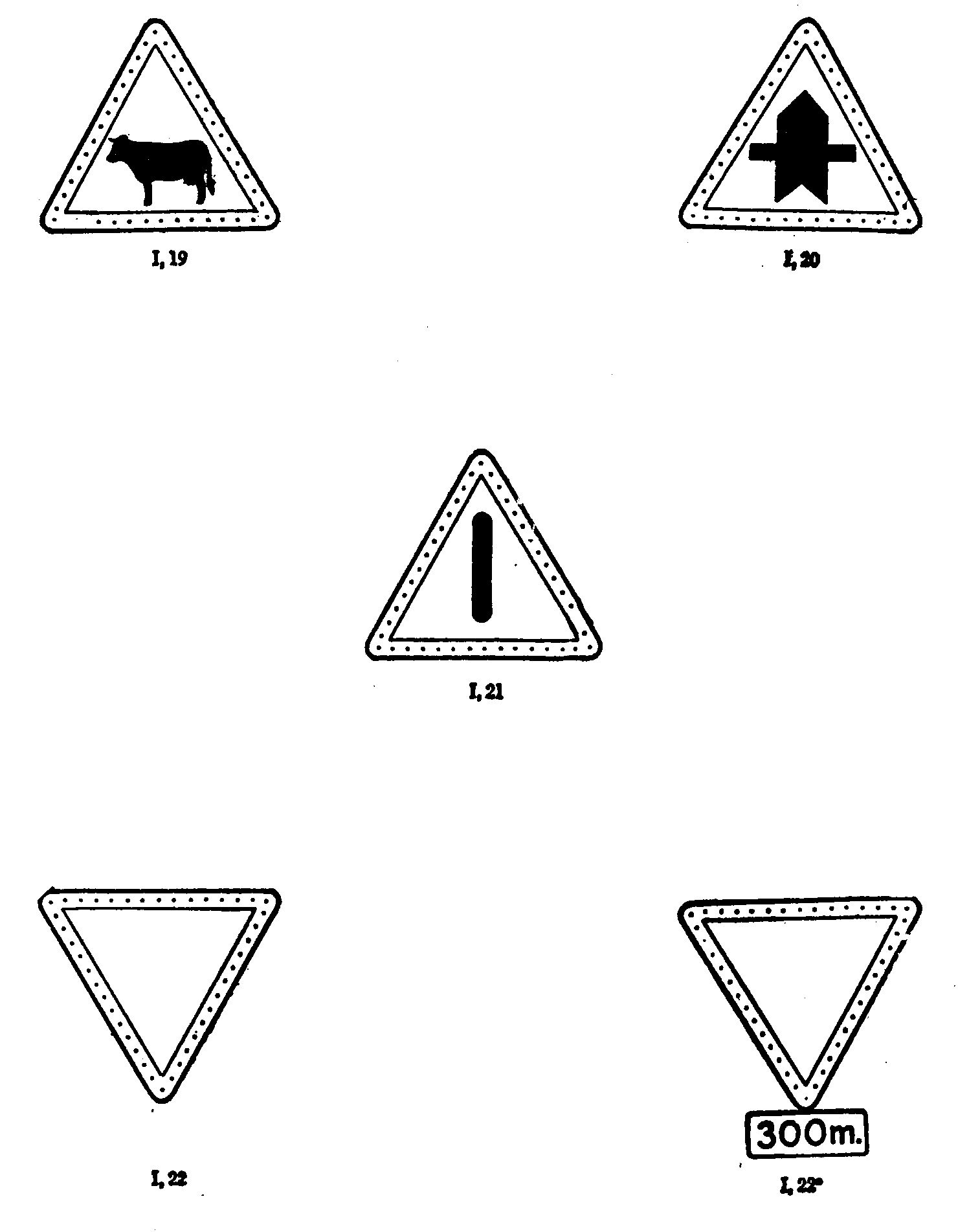
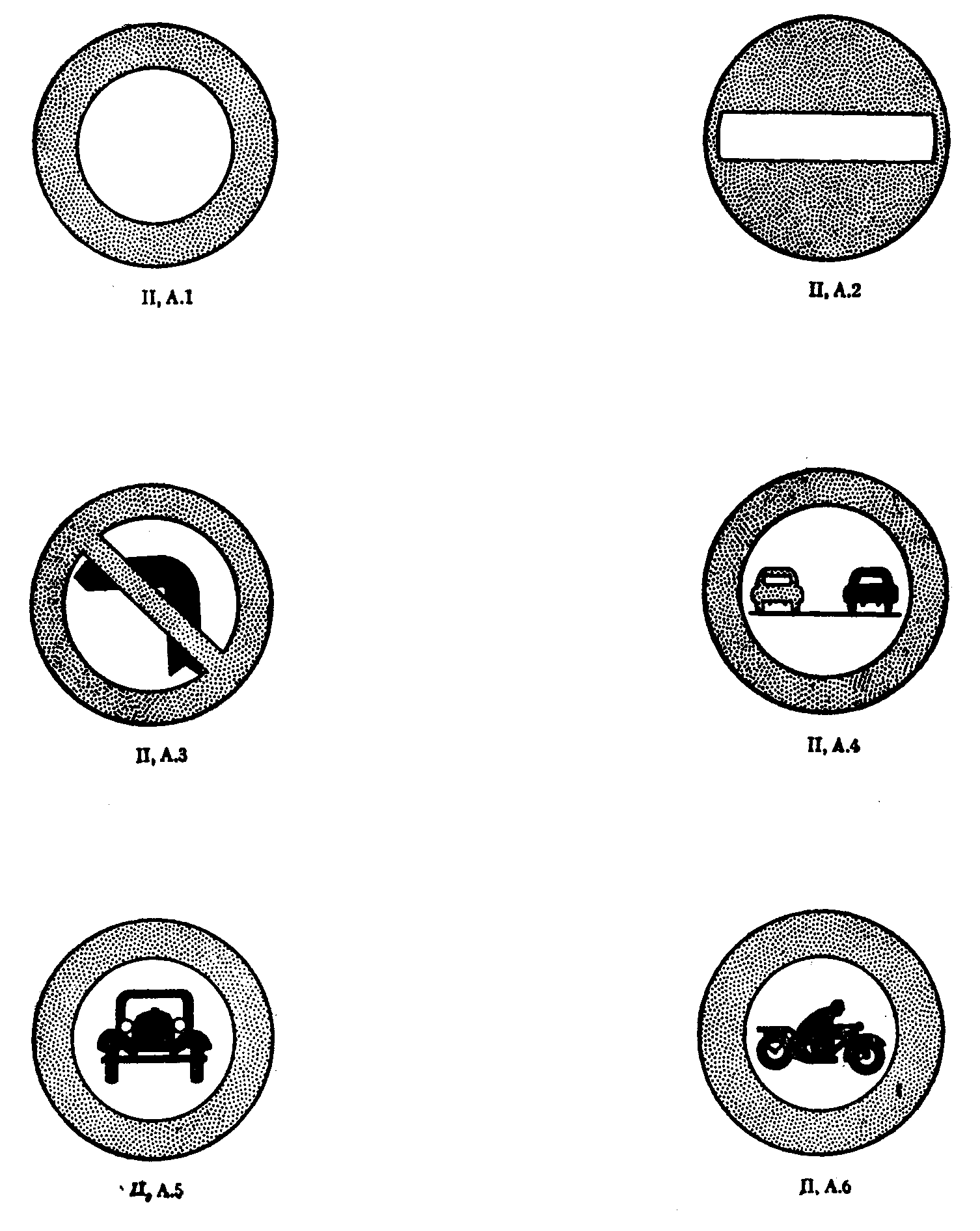
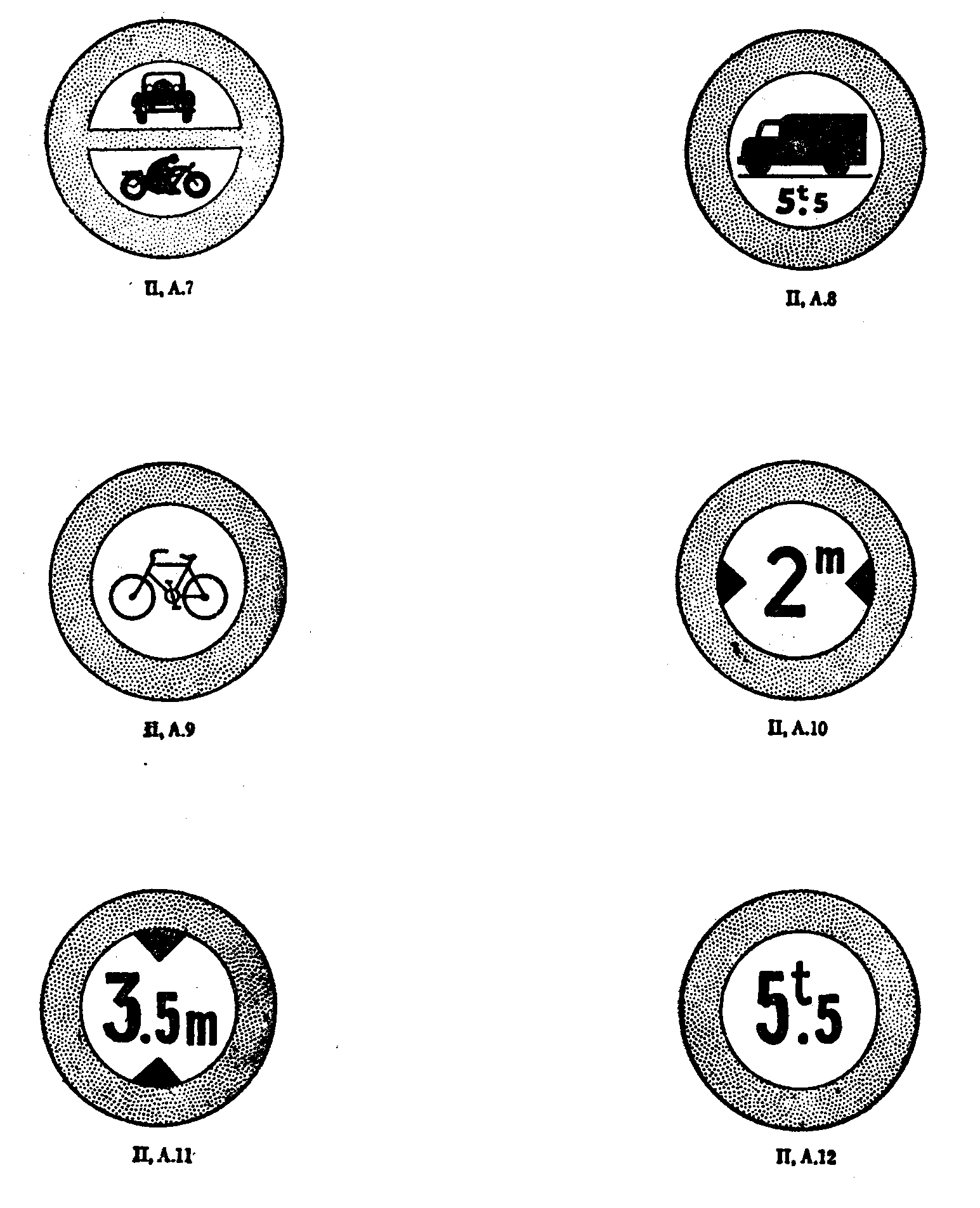
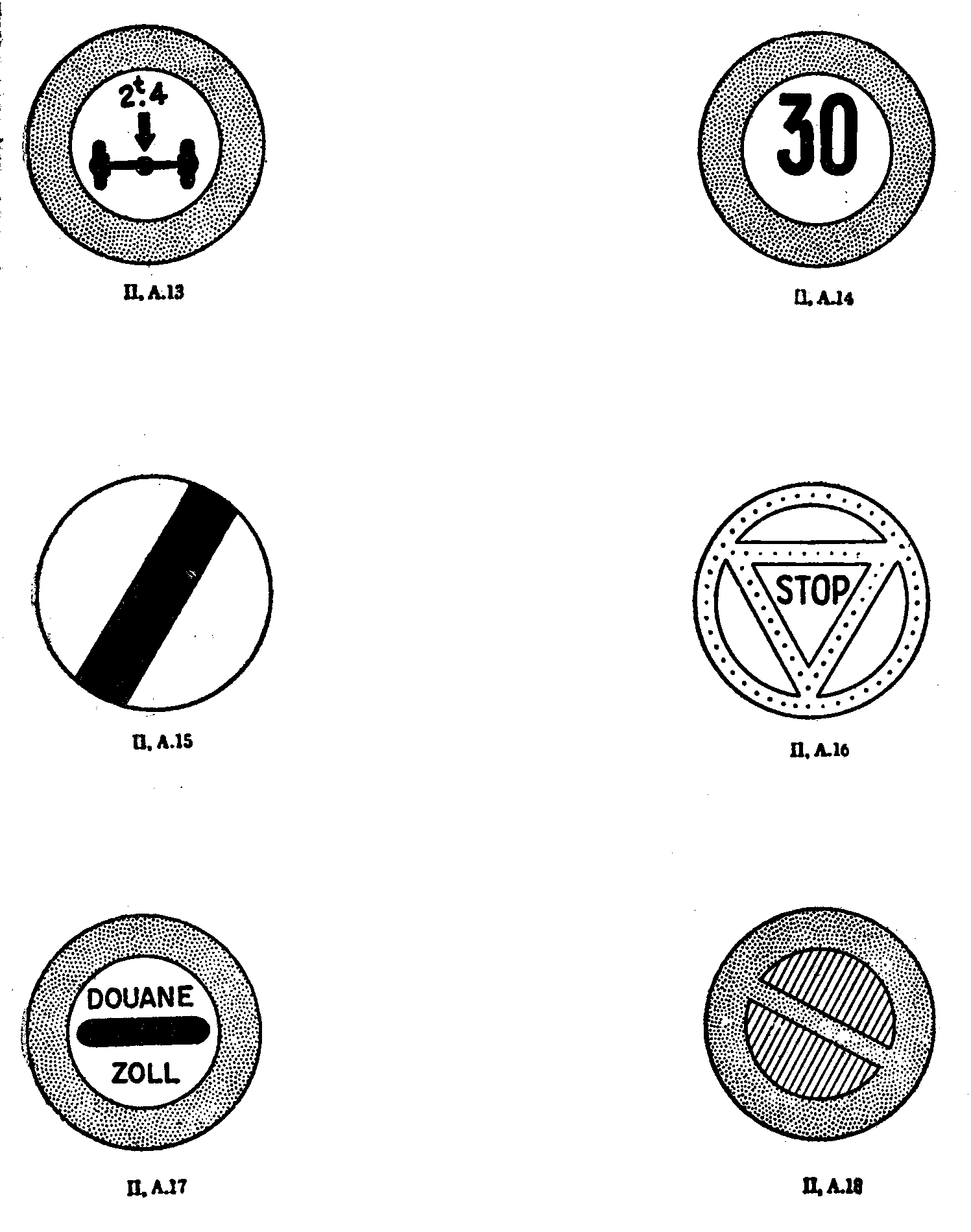
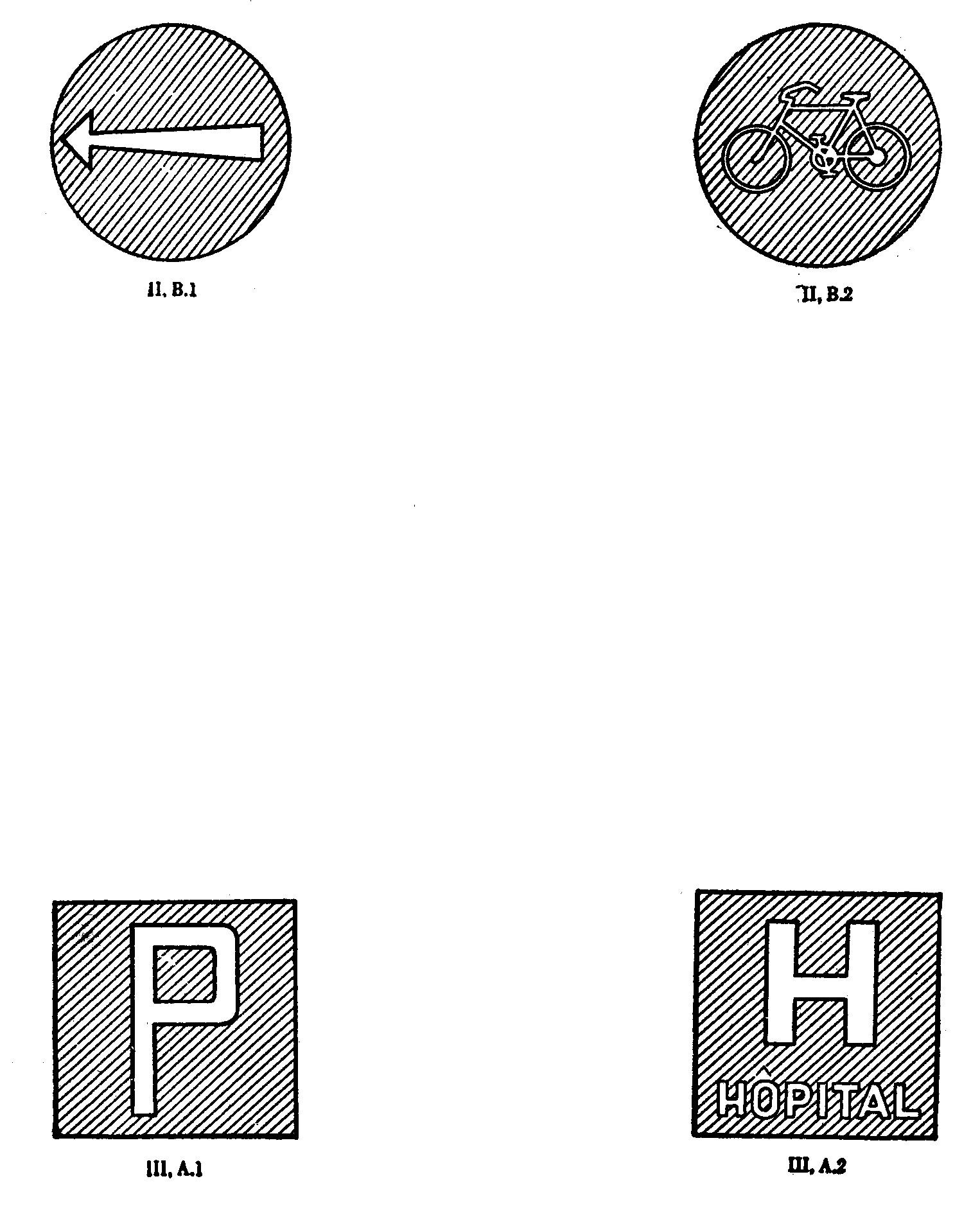
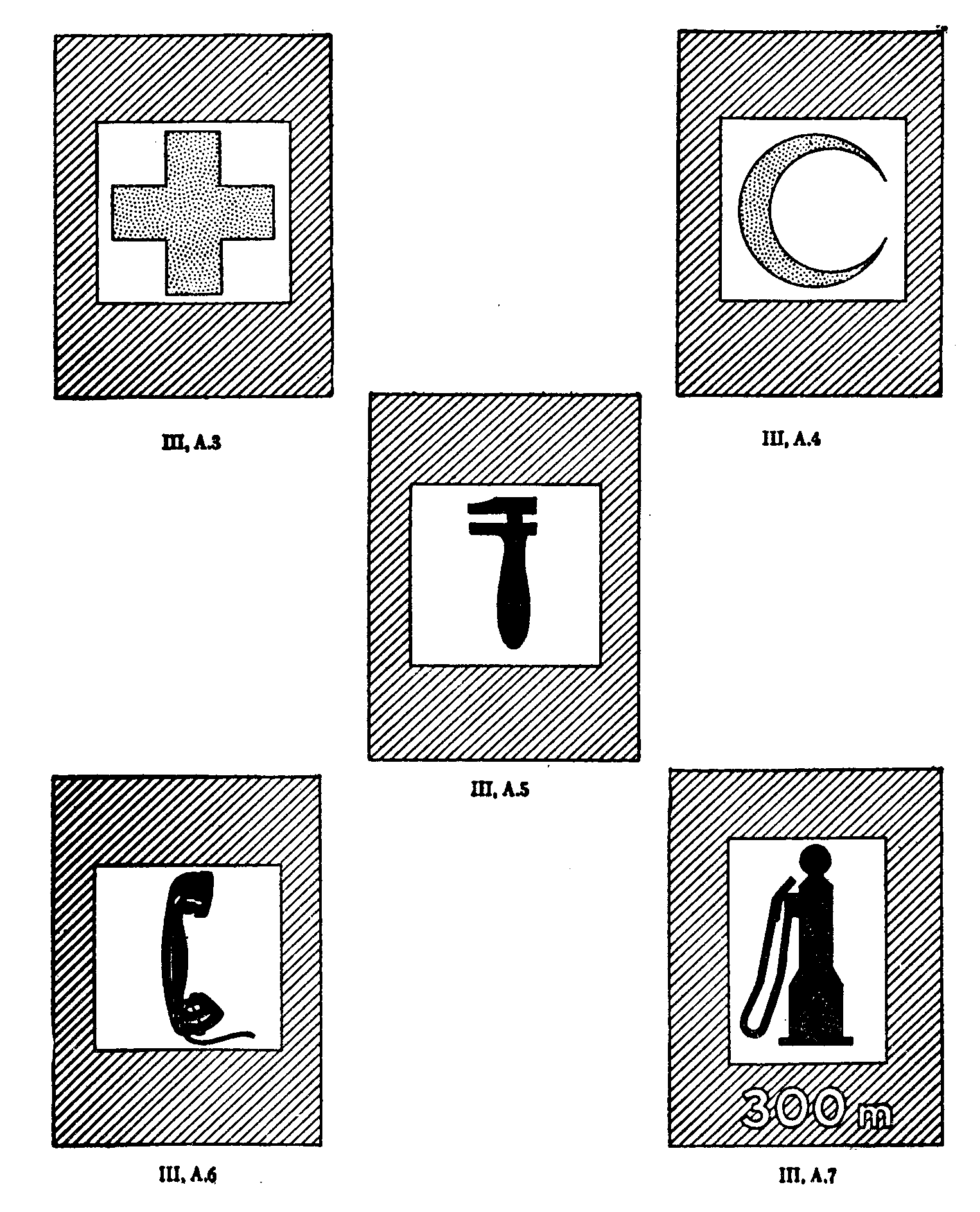
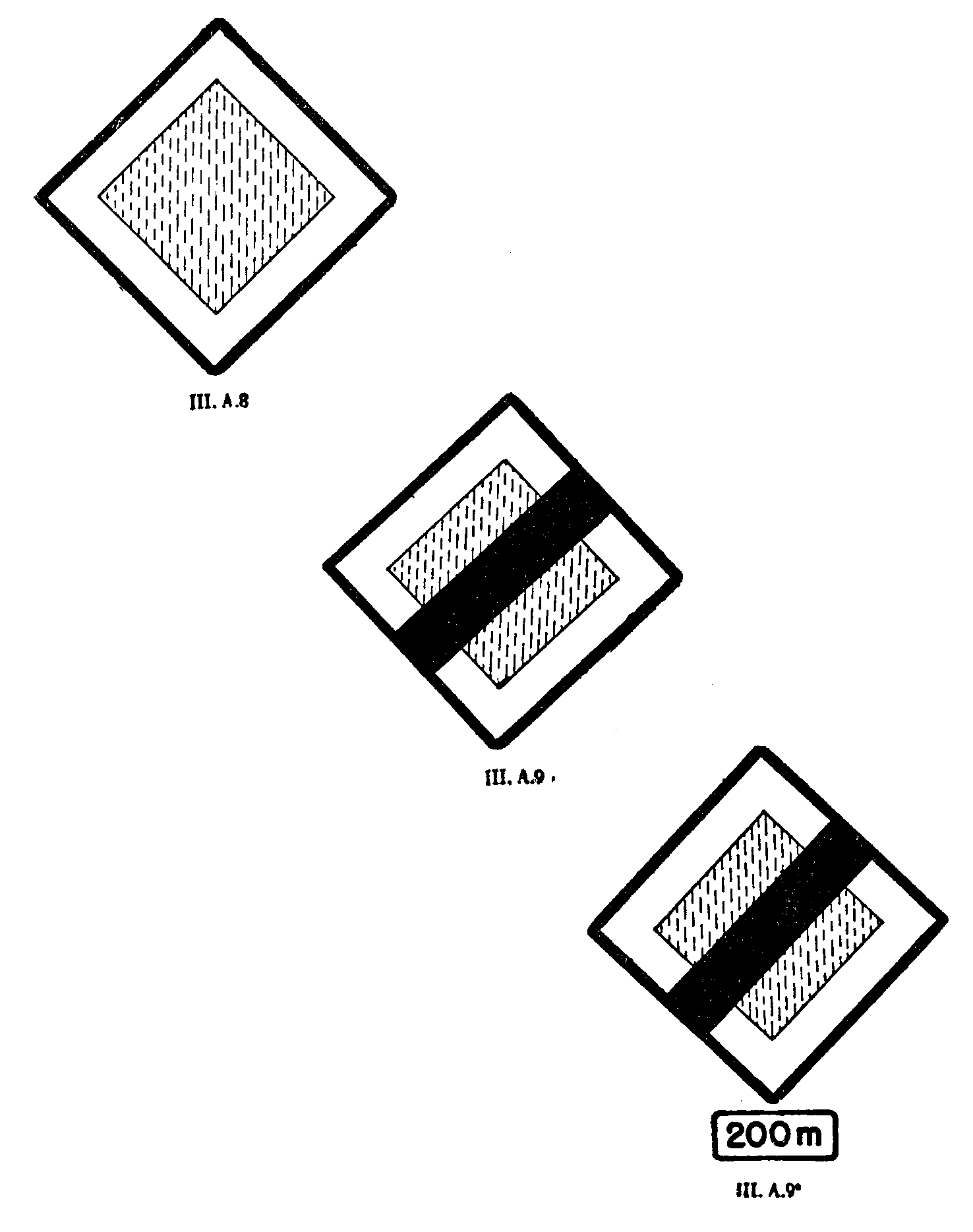
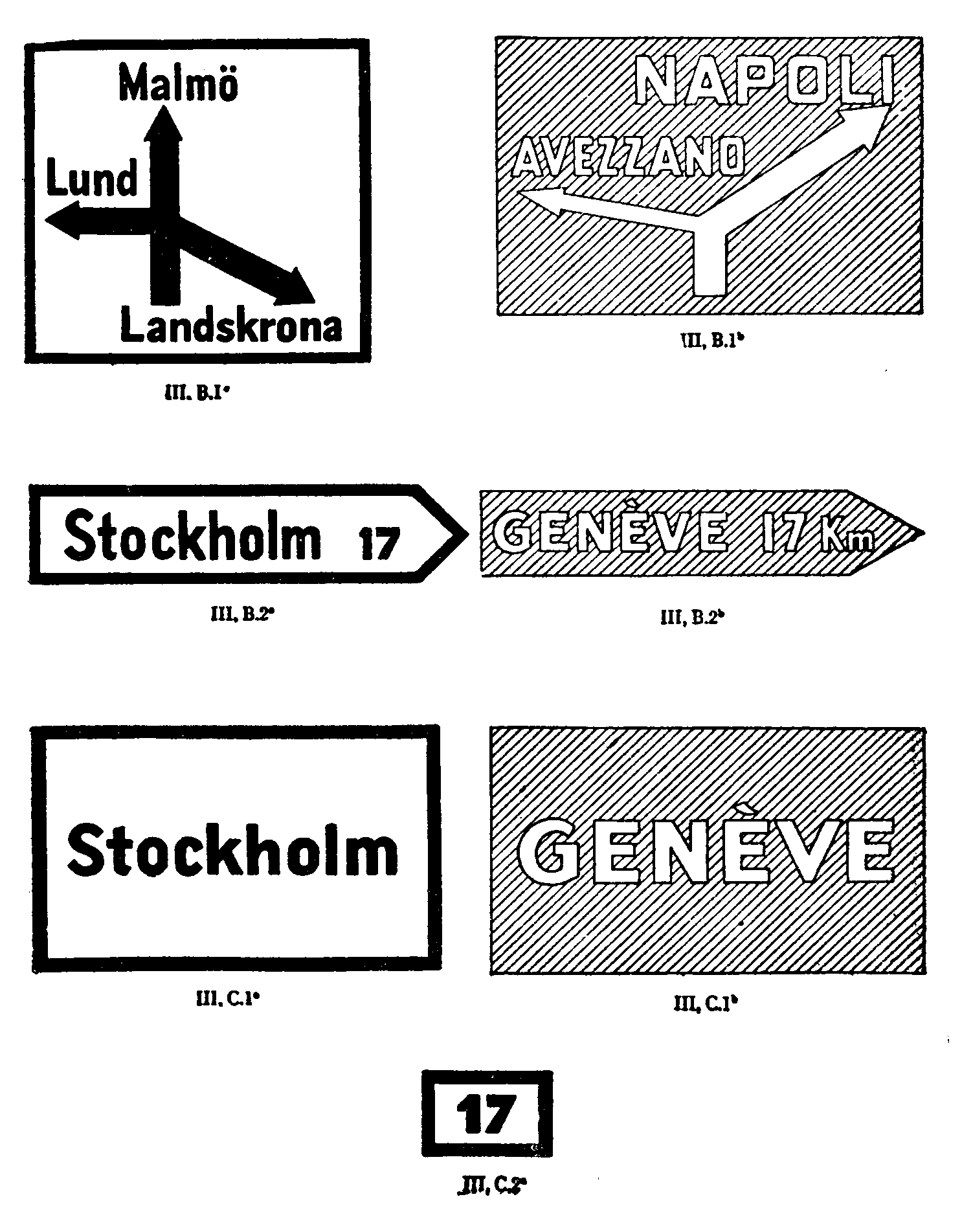
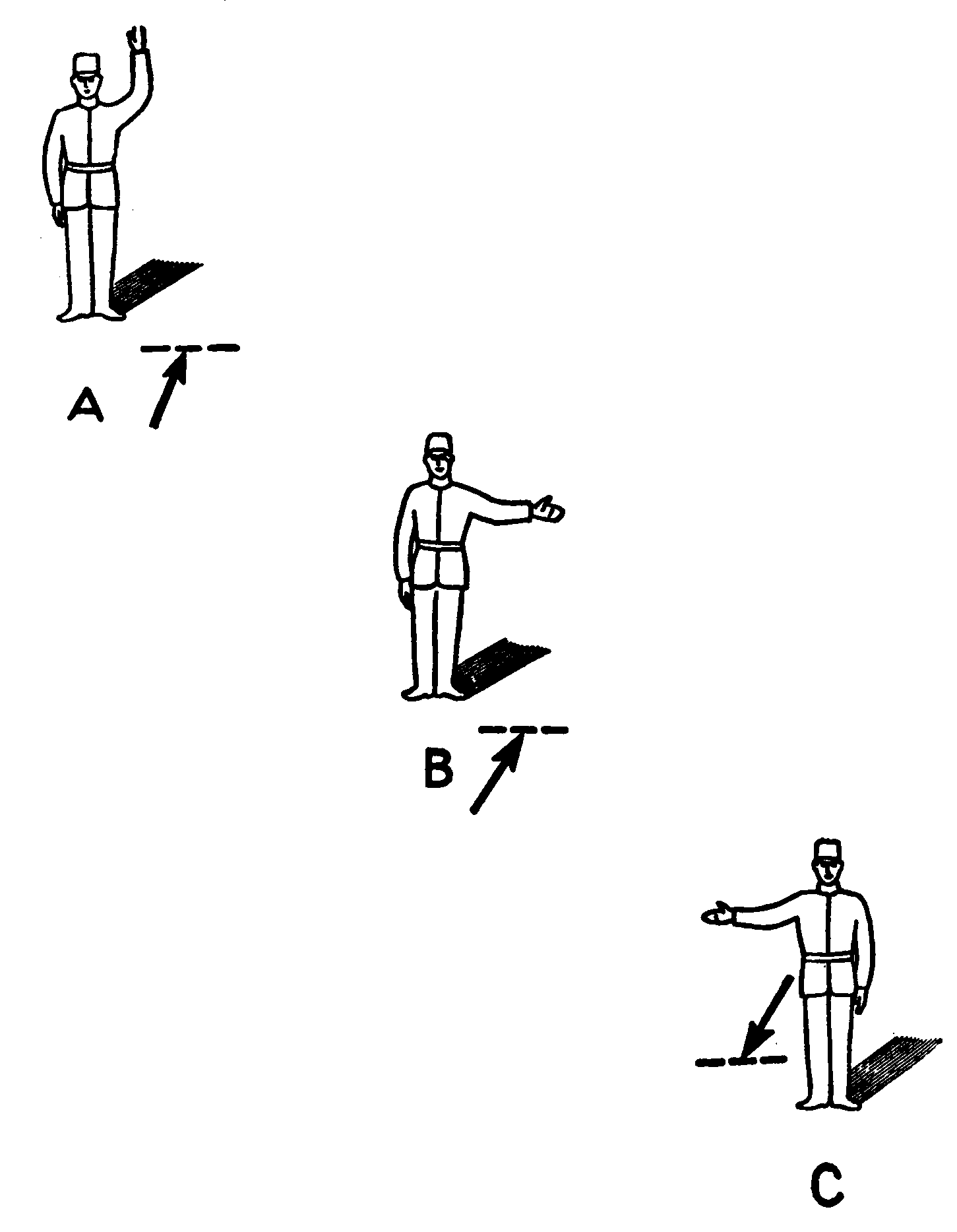

L'Italia ratificò la convenzione nel 1952 con la legge n. 1049 del 19 maggio anche se l'implementazione pratica di tale convenzione non risultò così immediata. Infatti non era del tutto chiaro se la convenzione fosse da considerarsi autoesecutiva anche in assenza di ulteriori provvedimenti legislativi diversi dalla legge di ratifica o se fosse necessario attendere l'emanazione di ulteriori norme di attuazione; nel caso specifico delle segnalazioni stradali un ulteriore problema era costituito dal fatto che la convenzione permetteva di scegliere più varianti grafiche per uno stesso.
In attesa di una normazione definitiva della materia iniziò l'opera di adeguamento della segnaletica ai nuovi standard, non senza problemi di natura legale sull'introduzione di segnali nuovi, come lo stop, o sulla sostituzione di segnali già esistenti che nel protocollo assumevano una grafica diversa da quella del passato.
In tale contesto un'importante opera di standardizzazione, seppur a livello di circolare, fu introdotta dalla circolare n. 1870 del 1956 "Norme sulla circolazione stradale - Circolare n. 2: Segni sulla carreggiata".
La circolare introduce una norma uniforme per l'apposizione della segnaletica orizzontale, integrando le scarne disposizioni del protocollo della convenzione di Ginevra; di fatto si tratta del primo provvedimento che tratta delle segnaletica orizzontale in Italia che, pur essendo di fatto già in uso da molto tempo, di fatto non era prevista né normata in alcun modo.
La circolare si suddivide in due parti: nella prima vengono presentati i significati delle varie segnalazioni mentre nella seconda vengono illustrate alcuni schemi di applicazione. Nello specifico vengono introdotti i seguenti segni:
- Striscia bianca longitudinale continua: separa di norma i sensi di circolazione e vieta ai conducenti di oltrepassarla, tranne che per la manovra di svolta a sinistra
- Strisce bianche longitudinali continue accoppiate: separa i sensi di circolazione e vieta ai conducenti di oltrepassarla in ogni caso
- Striscia gialla longitudinale continua: indica sulle strade ordinarie il bordo di una pista ciclabile ove presente e sulle autostrade il limite della corsia di emergenza
- Striscia bianca longitudinale discontinua: indica la corsia entro la quale i veicoli devono tenersi e permette ai conducenti di oltrepassarla con prudenza
- Striscia bianche trasversali continue: indicano un passaggio pedonale
- Striscia bianche trasversali continue accoppiate - linea di arresto: indicano dove i conducenti devono fermarsi ad un semaforo, alle indicazioni di un agente o ad un segnale di stop
- Striscia bianca longitudinale continua affiancata ad una striscia longitudinale continua: obbliga i conducenti ad osservare il significato della linea immediatamente alla sua sinistra
- Frecce bianche direzionali: canalizzano il traffico
- Strisce bianche di incanalamento continue o discontinue: hanno lo stesso significato delle normali strisce continue o discontinue ma servono anche a segnalare variazione di larghezza della carreggiata, ostacoli all'interno della carreggiata, ...
- Zebratura N. 1 - Passaggi pedonali: indicano un passaggio pedonale
- Zebratura N. 2 - Zone da escludere al traffico: indica delle zone sulla carreggiata escluse dal normale traffico (come ad esempio in prossimità di ostacoli o canalizzazioni)
- Lettere per iscrizioni sulla carreggiata: lettere con cui comporre brevi iscrizioni

Striscia bianca longitudinale continua
Strisce bianche longitudinali continue accoppiate
Striscia gialla longitudinale continua
Strisce bianche oblique di incalanamento (continue, discontinue urbane e discontinue extraurbane)
Lettere per iscrizioni sulla carreggiata (deformazione lettere 1:3)
Lettere per iscrizioni sulla carreggiata (deformazione lettere 1:6)